# Paiçandu (Paraná)
Paiçandu é um município brasileiro localizado no Norte-Central do estado do Paraná, na Região Metropolitana de Maringá.

## História
O município de Paiçandu está localizado na região do Norte Central do estado do Paraná, na rodovia PR- 323 no eixo Maringá a Cianorte. Segundo dados do Censo Demográfico do IBGE de 2010, a população é de 38.936 habitantes, sua área territorial é de 171, 379 km², incluindo o Distrito de Água Boa.
O termo Paiçandu tem origem tupi-guarani, ‘’I-páu-zan-du’’ Ilha do Padre ou Ilha do Pai. ‘’Payssandu’’ é topônimo de cidade uruguaia, sendo o nome de uma fortaleza, onde se travou importante batalha na Guerra do Paraguai, deu-se assim a denominação ao município.
A saga pioneira que colonizou Paiçandu chegou à região por volta do ano de 1944. Muitas famílias se fixaram atraídas pela fertilidade das terras, próprias para o cultivo do café, que na época do desbravamento se constituía na maior fonte de riqueza da região.
Os trilhos de aço da ferrovia, que alicerçou o povoado, chegaram a Apucarana em 1943, a Maringá em 1954 e somente em 1973 atingiu Cianorte. Como Paiçandu estrategicamente era passagem da estrada de ferro, o povoado se fortaleceu, começando a surgir as primeiras casas comerciais nas proximidades da futura estação ferroviária, sendo pioneiro neste setor o sr. João Langoski.
Em 1948, tem início, por iniciativa planejada da Companhia de Terras Norte do Paraná, a formação da Gleba Paiçandu entre outras. A perspectiva de progresso atraia moradores dos mais diferentes pontos do País.                                 Criado através da Lei Estadual n° 4.245, de 25 de julho de 1960, foi instalado em 19 de novembro do mesmo ano, sendo desmembrado de Maringá.
A instalação oficial deu-se no dia 19 de novembro de 1961, sendo que nesta data foi empossado o senhor Laurindo Palma, como o primeiro prefeito municipal.
O Distrito de Água Boa faz jus ao nome por possuir suas águas minerais com minas riquíssimas em vanádio (elemento raríssimo na água fluoretada), tendo um dos quatro poços do Brasil. O vanádio é utilizado para ajudar no tratamento de várias doenças, por exemplo, anemias, carências e excesso de colesterol, além de atuar no fortalecimento de ossos e dentes. Há estudos que o apontam como antioxidante que inibe radicais livres, acelera cicatrizações e combate diabete.
Em 25 de julho de 1960, a Lei Estadual n° 4.245 oficializa a criação do município, desmembrando-o de Maringá.

## Geografia
Em 1948, tem início, por iniciativa planejada da Companhia de Terras Norte do Paraná, a formação da Gleba Paiçandu entre outras. As perspectivas de progresso atraia moradores dos mais diferentes pontos do País. O comércio prosperava de forma acentuada com a instalação de armazéns e mercadorias em geral. A boa qualidade das terras deram início às primeiras produções agrícolas, principalmente a cultura do café.
Criado através da Lei Estadual n° 4.245, de 25 de julho de 1960, foi instalado em 19 de novembro do mesmo ano, sendo desmembrado de Maringá
Distâncias entre as principais cidades do Paraná:
Maringá: 16 km
Londrina: 113 km
Cianorte: 70 km
Foz do Iguaçu: 409 km
Campo Mourão:  90 km
Ponta Grossa:  264.22 km
Curitiba: 439 km

## Clima
Paiçandu possui clima quente e temperado existe uma pluviosidade significativa ao longo do ano no município. Mesmo o mês mais seco ainda possui muita pluviosidade de acordo com Inmet.
| Dados climatológicos para Paiçandu               | Dados climatológicos para Paiçandu | Dados climatológicos para Paiçandu | Dados climatológicos para Paiçandu | Dados climatológicos para Paiçandu | Dados climatológicos para Paiçandu | Dados climatológicos para Paiçandu | Dados climatológicos para Paiçandu | Dados climatológicos para Paiçandu | Dados climatológicos para Paiçandu | Dados climatológicos para Paiçandu | Dados climatológicos para Paiçandu | Dados climatológicos para Paiçandu | Dados climatológicos para Paiçandu |
| Mês                                              | Jan                                | Fev                                | Mar                                | Abr                                | Mai                                | Jun                                | Jul                                | Ago                                | Set                                | Out                                | Nov                                | Dez                                | Ano                                |
| ------------------------------------------------ | ---------------------------------- | ---------------------------------- | ---------------------------------- | ---------------------------------- | ---------------------------------- | ---------------------------------- | ---------------------------------- | ---------------------------------- | ---------------------------------- | ---------------------------------- | ---------------------------------- | ---------------------------------- | ---------------------------------- |
| Temperatura máxima média (°C)                    | 28,9                               | 29                                 | 28,7                               | 27,6                               | 23,9                               | 23,1                               | 23,2                               | 25,7                               | 27,6                               | 28,8                               | 28,6                               | 29,2                               | 27                                 |
| Temperatura média compensada (°C)                | 24,7                               | 24,6                               | 24,1                               | 22,7                               | 19,1                               | 18,1                               | 17,8                               | 19,7                               | 21,8                               | 23,5                               | 23,7                               | 24,7                               | 22                                 |
| Temperatura mínima média (°C)                    | 21,2                               | 21,1                               | 20,3                               | 18,5                               | 15                                 | 14,1                               | 13,6                               | 14,8                               | 16,9                               | 18,9                               | 19,5                               | 20,7                               | 17,8                               |
| Precipitação (mm)                                | 217                                | 178                                | 128                                | 89                                 | 106                                | 92                                 | 74                                 | 65                                 | 119                                | 159                                | 160                                | 174                                | 1 561                              |
| Dias com precipitação (≥ 1 mm)                   | 14                                 | 12                                 | 10                                 | 7                                  | 7                                  | 6                                  | 5                                  | 5                                  | 7                                  | 10                                 | 9                                  | 12                                 | 104                                |
| Umidade relativa compensada (%)                  | 78                                 | 78                                 | 75                                 | 71                                 | 73                                 | 75                                 | 71                                 | 62                                 | 61                                 | 68                                 | 70                                 | 73                                 | 71,25                              |
| Insolação (h)                                    | 269,7                              | 246,4                              | 263,5                              | 258                                | 244,9                              | 243                                | 269,7                              | 291,4                              | 276                                | 285,2                              | 276                                | 288,3                              | 3 212,1                            |
| Fonte: INMET (normal climatológica de 1991-2020; |                                    |                                    |                                    |                                    |                                    |                                    |                                    |                                    |                                    |                                    |                                    |                                    |                                    |

## Administração
Lista de prefeitos:
| Nº | Nome                          | Partido | Início do mandato | Fim do mandato | Observações       |
| 1  | José Eudoxio Pereira          |         | 1960              | 1961           |                   |
| 2  | Laurindo Palma                |         | 1961              | 1965           | Prefeito eleito   |
| 3  | João Cecatto                  |         | 1965              | 1969           | Prefeito eleito   |
| 4  | Anisio Monteschio             |         | 1969              | 1973           | Prefeito eleito   |
| 5  | João da Luz Lima              |         | 1973              | 1977           | Prefeito eleito   |
| 6  | Anisio Monteschio             |         | 1977              | 1983           | Prefeito eleito   |
| 7  | Therezinha Meneguetti Seghesi |         | 1983              | 1988           | Prefeita eleita   |
| 8  | Haroldo Françozo              |         | 1989              | 1992           | Prefeito eleito   |
| 9  | José Antonio Piovan           |         | 1993              | 1996           | Prefeito eleito   |
| 10 | Jonas Eraldo de Lima          |         | 1997              | 2000           | Prefeito eleito   |
| 11 | Jonas Eraldo de Lima          |         | 2001              | 2002           |                   |
| 12 | Eduardo Pereira da Silva      |         | 2003              | 2003           |                   |
| 13 | Marcos Antonio Zirondi        |         | 2003              | 2003           |                   |
| 14 | Moacyr José de Oliveira       |         | 2003              | 2004           |                   |
| 15 | Moacyr José de Oliveira       |         | 2005              | 2008           | Prefeito eleito   |
| 16 | Nelson Teodoro de Oliveira    |         | 2008              | 2008           | Prefeito eleito   |
| 17 | Tarcisio Marques dos Reis     | PT      | 2013              | 2016           | Prefeito eleito   |
| 18 | Tarcisio Marques dos Reis     | PT      | 2017              | 2020           | Prefeito Reeleito |
| 19 | Ismael Batista                | DEM     | 2021              | 2024           | Prefeito eleito   |
| 20 | Ismael Batista                | DEM     | 2025              | 2028           | Prefeito Reeleito |